# Conflitos luso-japoneses
Os conflitos luso-japoneses foram confrontos militares entre as forças portuguesas e japonesas, nos séculos XVI, XVII e XX.

## Século XVI e XVII

### Cerco de Moji, 1561

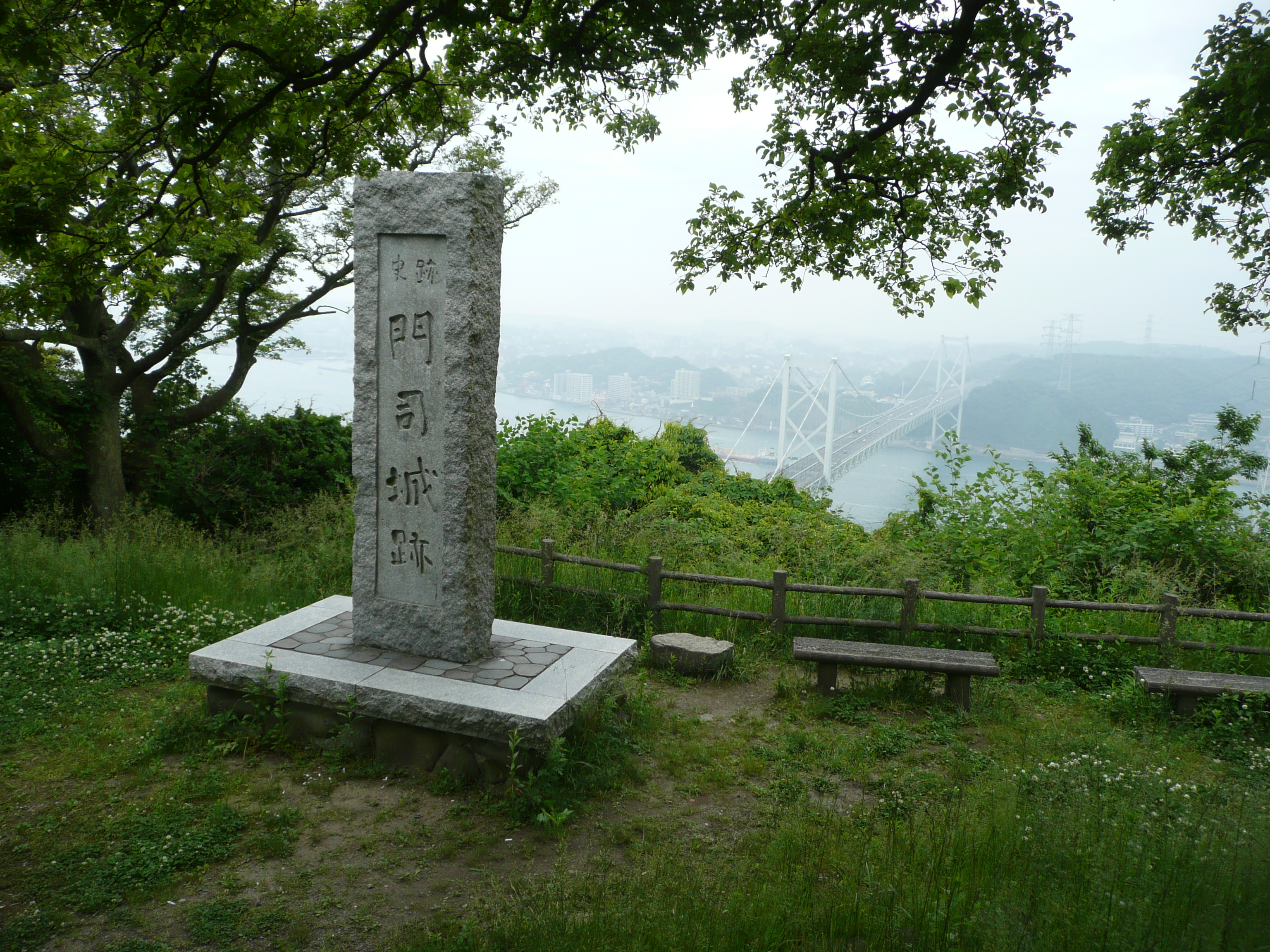
Ruínas do Castelo de Moji

Em 1561, 15 portugueses foram mortos em um conflito com os japoneses em Hirado, enquanto um capitão também foi morto em Akune, os primeiros confrontos registados entre europeus e japoneses. Nesse mesmo ano, Ōtomo Sōrin solicitou a ajuda portuguesa para recapturar o castelo de Moji, então detido pelas forças do Clã Mori. Os portugueses forneceram três navios e 500 a 600 homens, cada um com uma tripulação de cerca de 300 homens e 17 a 18 canhões. No confronto naval, os navios portugueses abriram fogo contra o castelo de Moji, permitindo que as forças Otomo se estabelecessem à sua volta. Depois de gastar as suas munições, os portugueses retiraram-se.

### Batalha da Baía de Fukuda, 1565
No início de 18 de outubro de 1565, Matsura Takanobu atacou dois navios portugueses em Fukuda, com uma flotilha de oito a dez juncos, até sessenta barcos menores e várias centenas de samurais, quando a maioria dos portugueses estava em terra. Os japoneses foram repelidos, porém, tendo perdido 3 navios e 70 homens. Os portugueses sofreram apenas 8 vidas perdidas e partiram para Macau no final de Novembro.

### Incidente da Nossa Senhora da Graça, 1610
Após a morte de cerca de 50 japoneses do Clã Arima num conflito em Macau, uma grande nau portuguesa foi atacada perto de Nagasaki por uma frota de mais de 33 navios que transportavam cerca de 3 000 samurais pertencentes ao Clã Arima numa batalha naval de quatro dias. O navio, que vinha carregado, afundou depois que o navegador André Pessoa incendiou o depósito de pólvora quando o navio foi invadido por samurais. Esta resistência desesperada e fatal impressionou os japoneses na época, e as memórias do evento persistiram até ao século XIX.

### Rebelião de Shimabara, 1637-1638

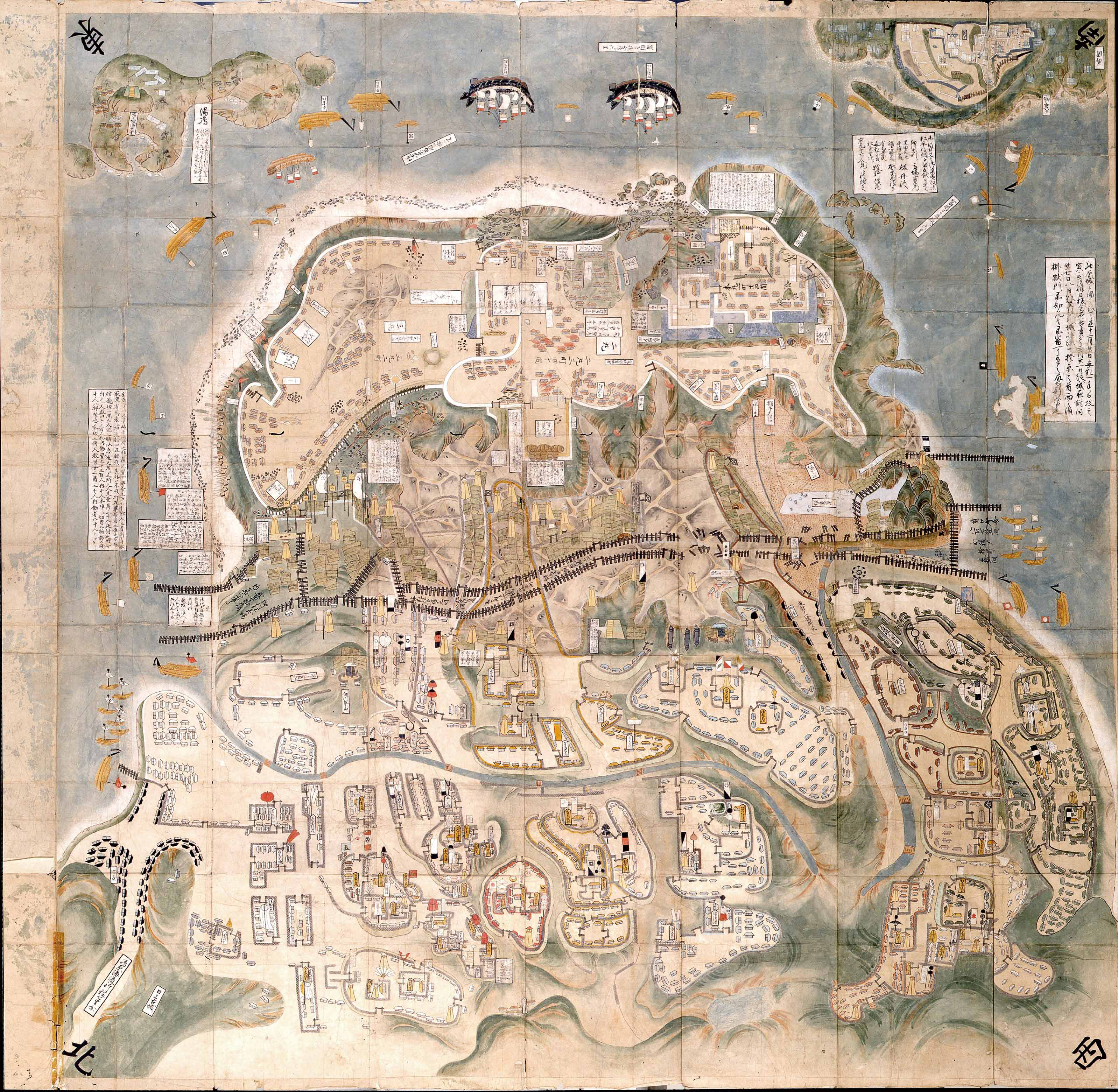
Mapa de Shimabara

Em 1637, os camponeses cristãos que oponham às pesadas cobranças de impostos e às políticas de perseguição religiosa, juntamente com comerciantes portugueses, começaram uma rebelião contra o Xogunato Tokugawa, liderado por Amakusa Shiro.
Os rebeldes foram eventualmente derrotados num cerco brutal no castelo de Hara. Após a rebelião, o governo intensificou a proibição do cristianismo, decapitou cerca de 37.000 rebeldes, isolou ainda mais o Japão do exterior, e expulsou os comerciantes portugueses.

## Século XX

### Ocupação Japonesa de Timor-Leste

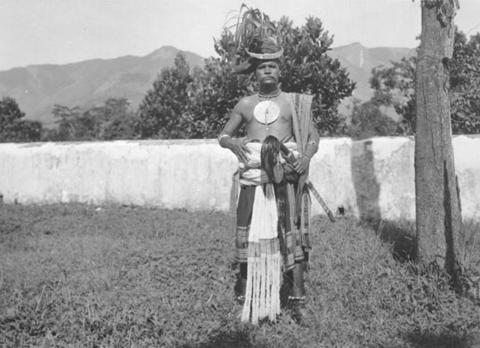
Dom Aleixo Corte-Real

Durante a Segunda Guerra Mundial, o Japão invadiu as Índias Orientais Holandesas, que partilhavam a ilha de Timor com Portugal. Apesar de serem neutros na guerra, a Austrália, os Países Baixos e alguns voluntários portugueses ocuparam Timor com uma força de 400 soldados para a ilha. Contudo, na noite de 19 para 20 de fevereiro de 1942, o Japão invadiu Timor-Leste. Alguns voluntários portugueses e timorenses ajudaram os aliados com suprimentos e em combate, mas em 10 de Fevereiro de 1943 todas as forças aliadas em Timor tinham sido evacuadas, juntamente com alguns portugueses. 